# Canó de neu

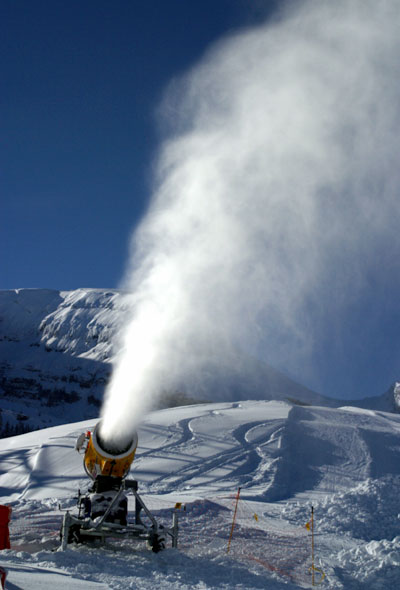
Canó de neu a Wildhaus (Suïssa).

Un canó de neu és un dispositiu que permet fabricar neu a partir d'aigua i aire pressuritzats i expulsats a baixa temperatura. Es fan servir molt en estacions d'esquí a tot el món per posar neu a les pistes artificialment si no hi ha prou precipitació de neu natural.
Per fabricar neu, a més dels canons, cal una infraestructura completa de canonades, bombes, gestió central informatitzada i basses o embassaments d'aigua. La producció de neu requereix baixes temperatures. El llindar de temperatura per fabricar neu s'incrementa a mesura que la humitat disminueix.

## Història
El canó de neu va ser inventat pels enginyers nord-americans Art Hunt, Dave Richey i Wayne Pierce el 1950. A escala comercial es fan servir des de la dècada de 1970. L'estació de La Molina el 1985, va ser la primera d'Espanya a comptar-ne.

## Funcionament

Corba de fabricació de neu.

Fabricar neu resulta car. Cal grans i costoses bombes d'impulsió d'aigua i compressors d'aire que utilitzen gran quantitat d'energia. També cal molta aigua. Per fer una capa de neu de 30 cm en 4.000 m2 (un acre) cal 96.000 litres d'aigua. A l'aigua se li afegeix aire mitjançant un compressor. L'aire molt fred i sec es dirigeix per un conducte paral·lel al de la canonada d'aigua i tots dos conflueixen en el canó de neu que expulsa alhora aire i aigua. Si les condicions són adequades la neu es forma de forma instantània.